# Back to Bedlam
《Back to Bedlam》은 영국의 싱어송라이터 제임스 블런트의 데뷔 음반이다. 전세계적으로 1100만장의 판매고를 올렸으며, 2005년에만 236만장의 판매고를 올리며 기네스북에 '영국에서 가장 빨리 팔린 데뷔 음반'으로 등재되었으며, 2000년대 영국에서 가장 많이 팔린 음반 중 하나이다.

## 수록곡
1. "High" (제임스 블런트, 리키 로스) 4:03
2. "You're Beautiful" (제임스 블런트, 세이처 스카벡, 아만다 고스트) 3:33
3. "Wisemen" (제임스 블런트, 세이처 스카벡, 지미 호가스) 3:42
4. "Goodbye My Lover" (제임스 블런트, 세이처 스카벡) 4:20
5. "Tears and Rain" (제임스 블런트, 가이 챔버스) 4:04
6. "Out of My Mind" (제임스 블런트) 3:33
7. "So Long, Jimmy" (제임스 블런트, 지미 호가스) 4:26
8. "Billy" (제임스 블런트, 세이처 스카벡, 아만다 고스트) 3:37
9. "Cry" (제임스 블런트, 세이처 스카벡) 4:06
10. "No Bravery" (제임스 블런트, 세이처 스카벡) 4:00

## 차트 성적 및 인증
| 국가           | 최고 순위 | 인증         | 판매량/출하량 |
| -------------- | --------- | ------------ | ------------- |
| 아르헨티나     | 1         | 2x 플래티넘  | 80,000+       |
| 오스트레일리아 | 1         | 8x 플래티넘  | 560,000+      |
| 오스트리아     | 1         | 플래티넘     | 30,000+       |
| 벨기에         | 1         | 플래티넘     | 50,000+       |
| 캐나다         | 1         | 6x 플래티넘  | 600,000+      |
| 덴마크         | 1         | 2x 플래티넘  | 80,000+       |
| 핀란드         | 10        | 플래티넘     | 62,000+       |
| 프랑스         | 2         | 다이아몬드   | 1,000,000+    |
| 독일           | 1         | 9x 골드      | 900,000+      |
| 그리스         | 1         | 2x 플래티넘  | 80,000        |
| 아일랜드       | 1         | 14x 플래티넘 | 210,000+      |
| 일본           | 1         | 플래티넘     | 250,000+      |
| 맥시코         | 1         | 골드         | 100,000+      |
| 네덜란드       | 2         | 플래티넘     | 80,000+       |
| 뉴질랜드       | 1         | 7x 플래티넘  | 105,000+      |
| 노르웨이       | 1         | 2x 플래티넘  | 30,000+       |
| 포르투갈       | 2         | 2x 플래티넘  | 40,000+       |
| 스페인         | 7         | 플래티넘     | 80,000+       |
| 스웨덴         | 1         | 2x 플래티넘  | 120,000+      |
| 스위스         | 1         | 3x 플래티넘  | 120,000+      |
| 영국           | 1         | 10x 플래티넘 | 3,239,713     |
| 유럽           | 2         | 6x 플래티넘  | 6,000,000     |
| 미국           | 2         | 2x 플래티넘  | 2,200,000+    |

| 차트 (2000년 ~ 2009년)   | 최고 순위 |
| ------------------------ | --------- |
| 영국 10년 통산 음반 차트 | 1         |
| 연말 차트 (2005년)       | 최고 순위 |
| 스페인 음반 차트         | 48        |

## 크레딧
음악가
- 제임스 블런트 – 리드 보컬 (전체), 기타 (1, 5, 6, 9), 오르간 (3, 4, 6, 9), 피아노 (1, 4, 5, 10), 전자 피아노 (5, 6, 7), 어쿠스틱 기타 (2, 7), Rhodes 피아노 (3, 4), 키보드 및 마림바 (1); 클래식 기타 (3), 12줄 기타 (4), 오르간 (5), 백 보컬 (6) 그랜드 피아노 (8), 멜로트론 (9)
- 사샤 크리스토브 – 베이스 기타 (전체; 4, 7, 10 제외), 백 보컬 (6)
- Charlie Paxon – 드럼 (전체; 10 제외), 백 보컬 (6)
- John Nau – 해먼드 오르간 (3, 5, 6, 7, 8), Wurlitzer 전자 피아노 (1, 3, 8, 9), 피아노 (2), 기타 sustain (4), 백 보컬 (6), 택 피아노 (8)
- Eric Gorfain – 현악기(2, 4, 5)
- 더 섹션 – 현악기 (2, 4, 5)
- John "Gumby" Goodwin – 전자 기타 (3), 백 보컬 (6), 슬라이드 기타 솔로 (7)
- Matt Chait – 기타 샘플링 (4), 전자 기타 (7), 기타 (8)
- 지미 호가스 – 어쿠스틱 기타, 키보드(3)
- 사샤 스카벡 – Rhodes 피아노 (3)
- 아만다 고스트 – 백 보컬 (3)
- 가이 챔버스 – 기타 피드백 (5)
- 톰 로스록 – 백 보컬 (6)
- W. 빈센트 – 베이스 기타 (8)
- 더 프로듀서 – 슬라이드 기타 (9)
- 린다 페리 – 기타, 프로덕션 (10)
- P. III – 베이스 기타 (10)
- 브라이언 맥클라우드 – 드럼 (10)

프로덕션
- 톰 로스록 – 프로덕션, 믹싱
- 마이크 타란티노 – 엔지니어링, 리드 기타 (1), 전자 기타 (2), 미시시피 기타 (7)
- David Guerrero – 엔지니어링 (10)
- 존 모리컬 – 보조 엔지니어링
- 앤드류 샤베즈 – 보조 엔지니어링 (10)
- 돈 타일러 – 마스터링

## 같이 보기
- 영국에서 가장 많이 팔린 음반 목록